# Charles Shaw, Baron Kilbrandon
Charles James Dalrymple Shaw, Baron Kilbrandon PC KC (* 15. August 1906; † 10. September 1989) war ein britischer Jurist, der zuletzt als Lord of Appeal in Ordinary aufgrund des Appellate Jurisdiction Act 1876 als Life Peer auch Mitglied des House of Lords war.

## Leben
Shaw absolvierte nach dem Besuch der elitären Charterhouse School ein Studium der Rechtswissenschaften am Balliol College der University of Oxford sowie der University of Edinburgh. Nach Abschluss des Studiums erhielt er 1932 seine anwaltliche Zulassung bei der Rechtsanwaltskammer von Schottland (Faculty of Advocates) und nahm anschließend eine Tätigkeit als Rechtsanwalt auf. Nachdem er im Zweiten Weltkrieg seinen Militärdienst abgeleistet hatte, setzte er nach Kriegsende seine anwaltliche Tätigkeit fort und wurde für seine Verdienste als Rechtsanwalt 1949 zum Kronanwalt (King’s Counsel) ernannt.
1954 wurde Shaw Richter am Sheriff’s Court von Ayr und Bute und anschließend 1957 am Sheriff’s Court von Perth und Angus sowie zugleich 1957 Vorsteher der schottischen Anwaltschaft (Dean of the Faculty of Advocates).
Zwei Jahre später wurde Shaw 1959 mit dem Titel Lord Kilbrandon Richter am Obersten Zivilgericht Schottlands, dem Court of Session, und war damit zeitgleich Senator of the College of Justice, der aus den drei obersten Gerichten Schottlands besteht. Ferner fungierte er 1965 als erster Vorsitzender der Scottish Law Commission, einer durch das Law Commissions Act 1965 eingesetzten Kommission zur Beratung und Reform des schottischen Rechts.
Zuletzt wurde Shaw durch ein Letters Patent vom 4. Oktober 1971 aufgrund des Appellate Jurisdiction Act 1876 als Life Peer mit dem Titel Baron Kilbrandon, of Kilbrandon in the County of Argyll, zum Mitglied des House of Lords in den Adelsstand berufen und wirkte bis zu seinem Eintritt in den Ruhestand am 31. Dezember 1976 als Lordrichter (Lord of Appeal in Ordinary). Des Weiteren wurde er 1971 auch zum Privy Councillor ernannt.
Darüber hinaus wurde er 1972 als Nachfolger von Geoffrey Crowther, Baron Crowther Vorsitzender der Königlichen Verfassungskommission (Royal Commission on the Constitution), die nach ihm auch Kilbrandon-Commission genannt wurde und am 31. Oktober 1973 einen Bericht zum britischen Verfassungsrecht vorlegte.